# Julian Sark

Julian Sark bei der Deutschlandpremiere von „Ein schöner Ort“ im Oktober 2023 in Köln.

Julian Marcel Sark (* 4. September 1987 in Dornbirn) ist ein österreichischer Schauspieler.

## Biografie
Nach seinem Diplom an der Schauspielschule Krauss arbeitet Sark seit 2015 als freischaffender Schauspieler vorwiegend mit dem Kopenhagener Performance-Kollektiv SIGNA u. a. am Deutschen Schauspielhaus Hamburg, Nationaltheater Mannheim und Volkstheater Wien sowie in diversen Produktionen für Film und Fernsehen mit Jan Bonny, Hannah Dörr und Karl Markovics.

## Filmografie
- 2019: Kabul Kinderheim (Parwareshgah)
- 2019: Wir wären andere Menschen
- 2019: Jupp, watt hamwer jemaht?
- 2020: Tatort: Ich hab im Traum geweinet (Fernsehreihe)
- 2021: Das Massaker von Anröchte
- 2022: Axiom
- 2022: King of Stonks (Fernsehserie)
- 2023: Cornetto im Gras (Kurzfilm)
- 2023: SOKO Linz (Fernsehserie, Folge Systemcrash)
- 2023: Landkrimi – Das Schweigen der Esel (Fernsehreihe)
- 2023: Freiheit ist das Einzigste, was zählt (Fernsehserie)
- 2023: Ein schöner Ort (A Good Place)
- 2023: Die drei !!!
- 2024: 80 Plus (Alternativtitel Toni und Helene)
- 2024: Bettys Diagnose (Fernsehserie, Folge Lebenswege)